# Bizeljsko–Sremič (Weinanbaugebiet)
Das Weinanbaugebiet Bizeljsko–Sremič (etwa 700 ha) ist eines der drei Weinanbaugebiete der slowenischen Weinbauregion Posavje.
Es wurde nach zwei Weinbauorten im Südosten Sloweniens benannt, Bizeljsko in der Gemeinde Brežice und Sremič in der Gemeinde Krško.

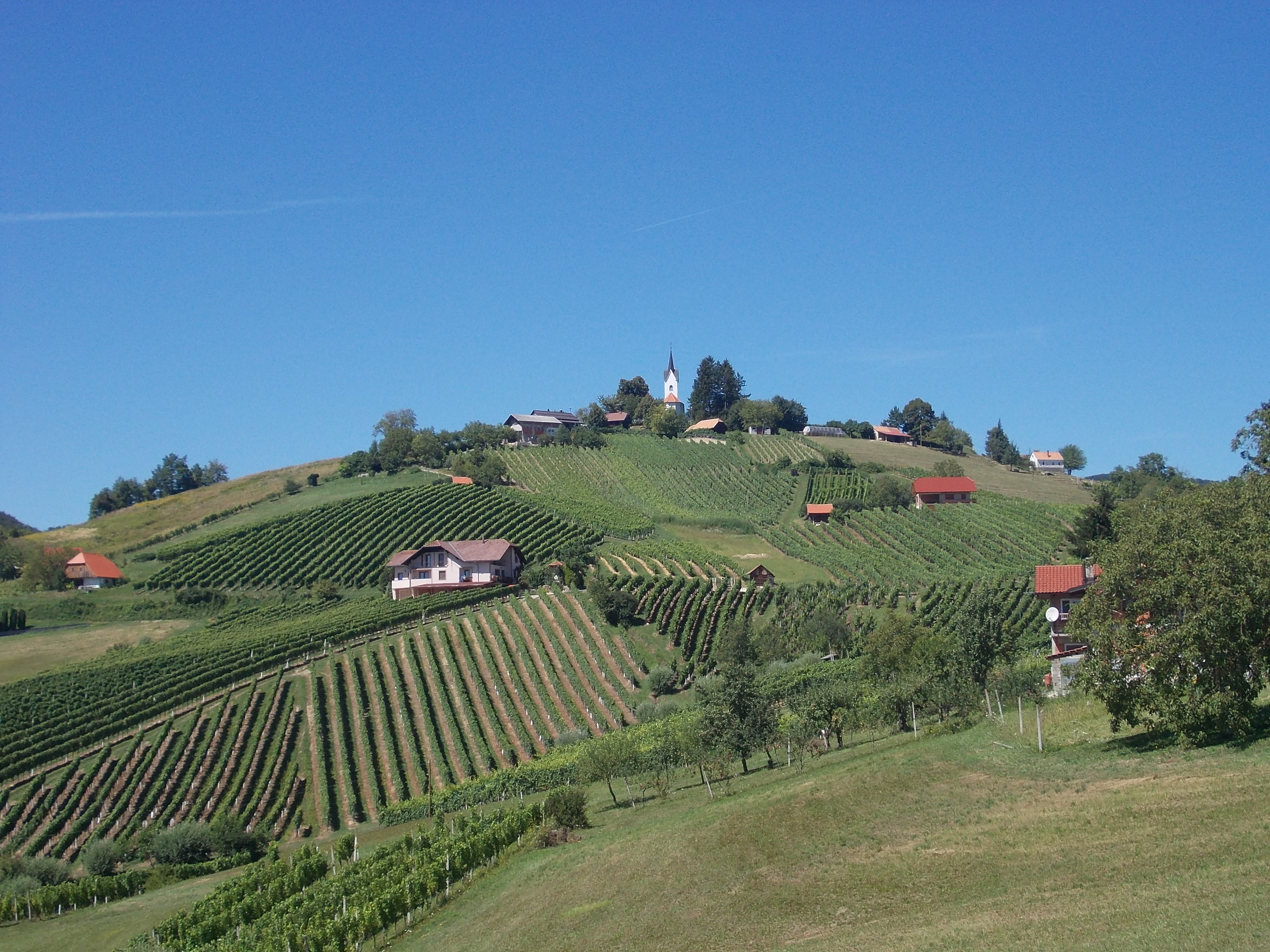
Weinberge bei Bizeljsko

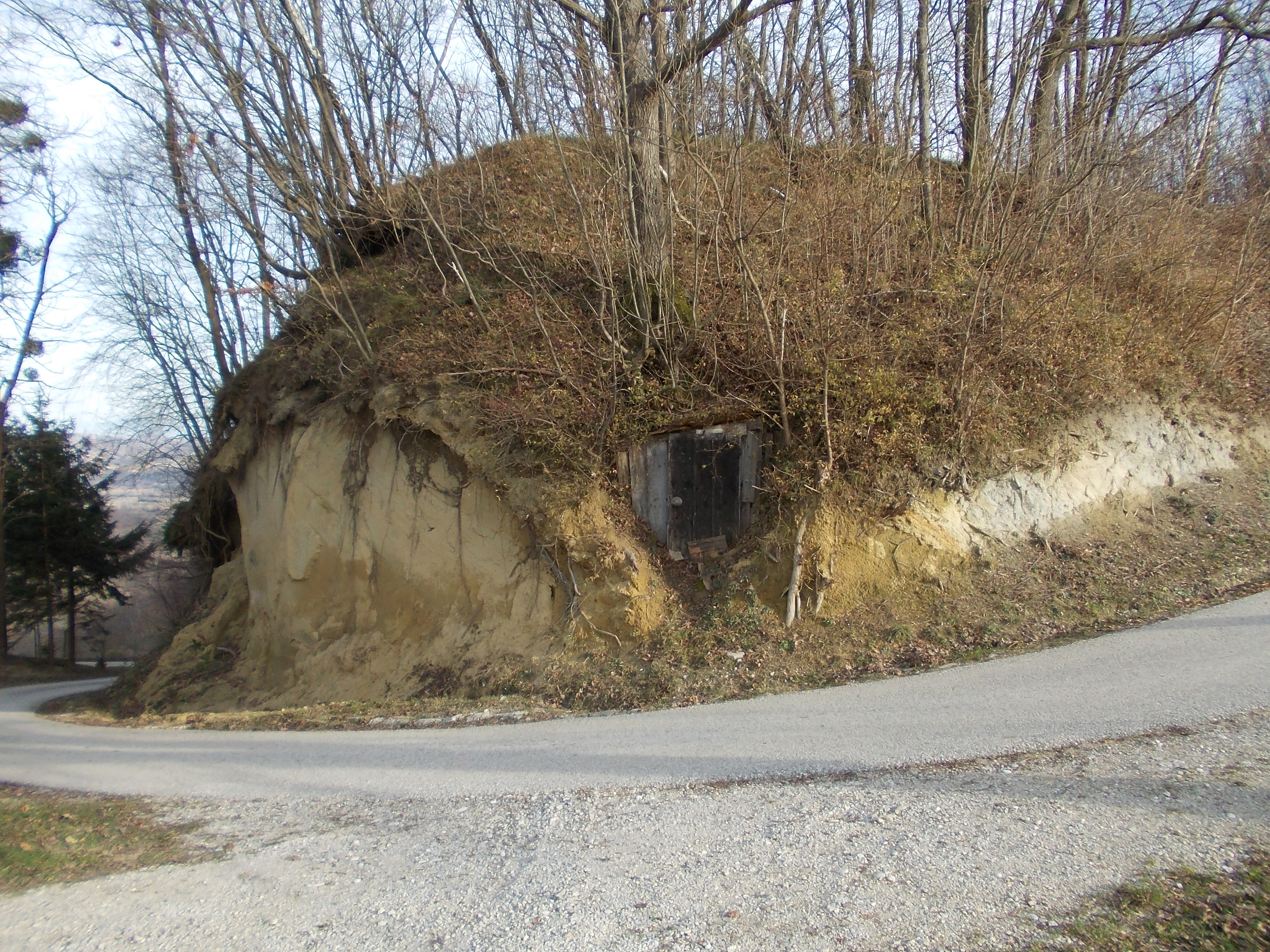
Repnica-Vorratskeller

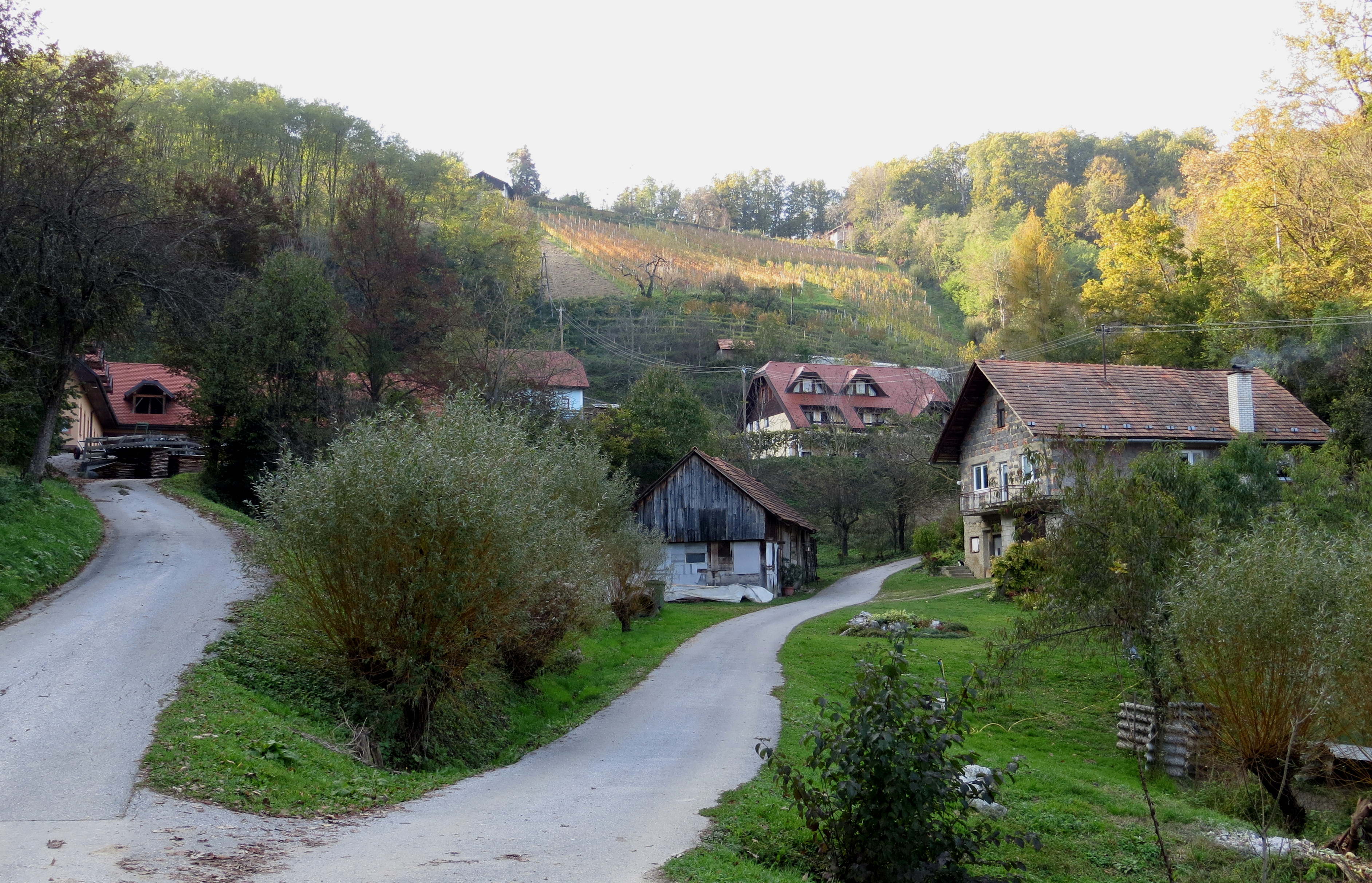
Weinberg in Stara Vas–Bizeljsko

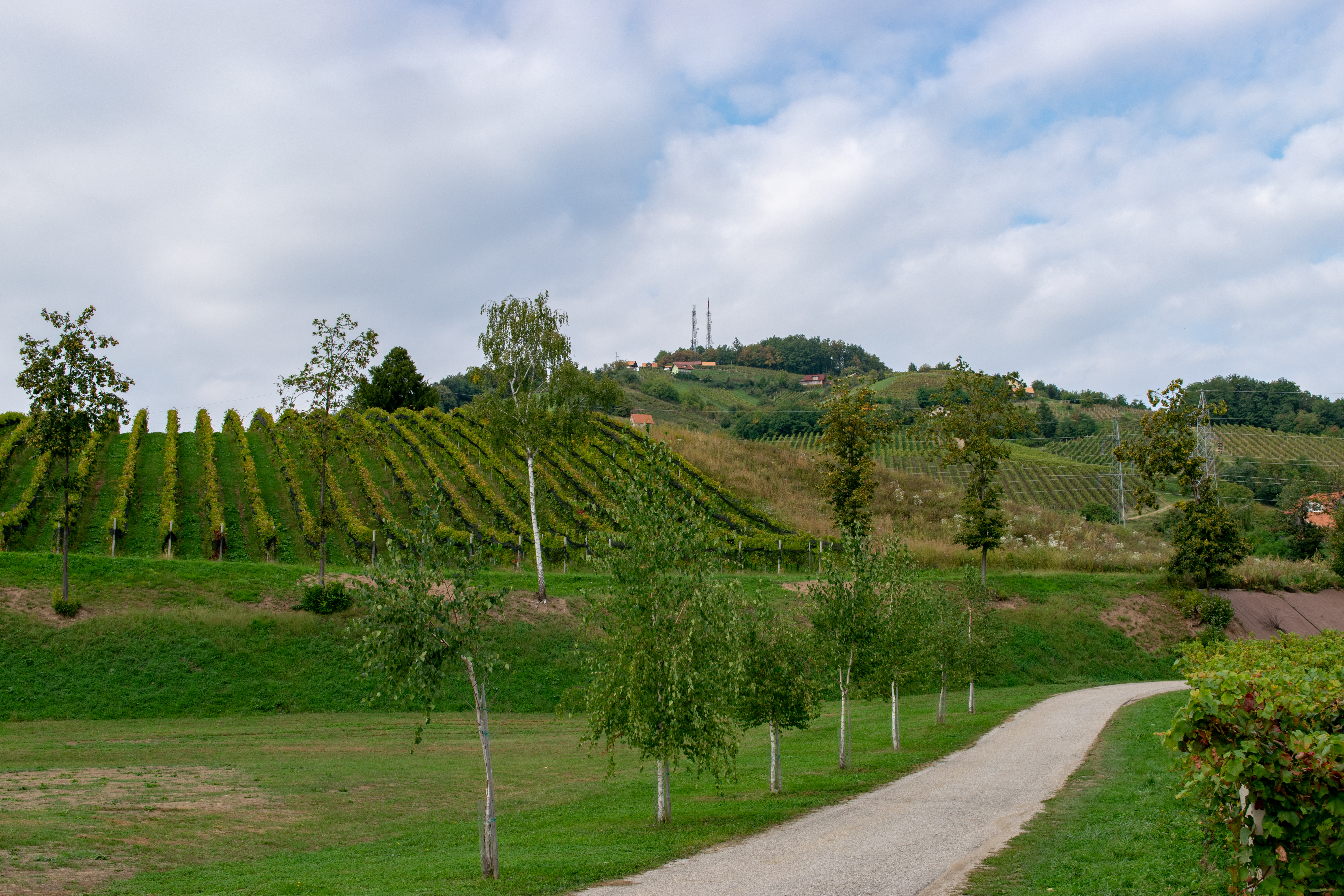
Weinanbau in Sremič

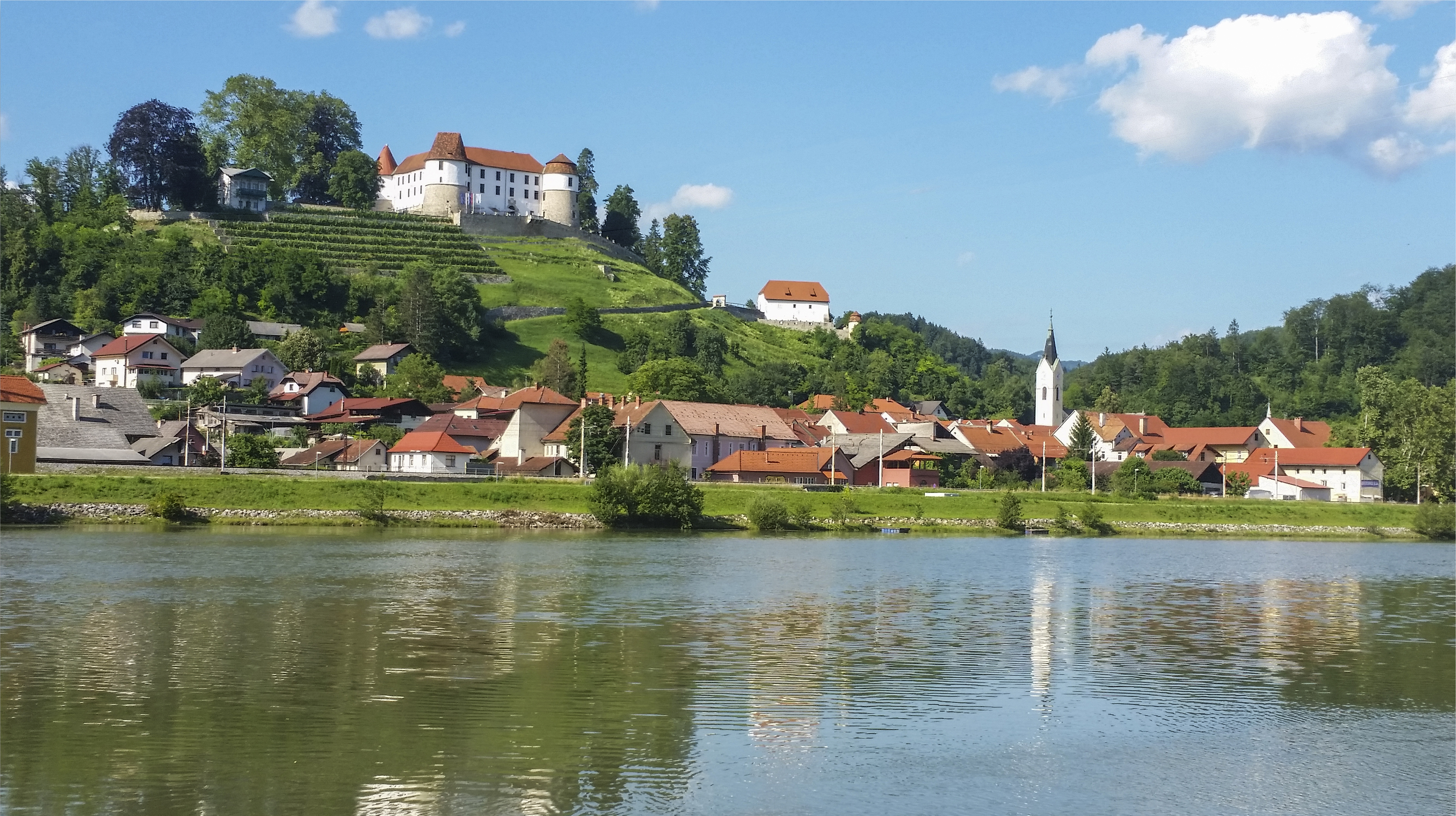
Weinanbau an der Burg von Sevnica

## Lage
Das Gebiet umfasst die Landschaft am linken Ufer der Save zwischen Zidani Most und Dobova und grenzt dann entlang des Flusses Sotla an Kroatien. Im Norden grenzt es an die Weinbauregion Podravje und im Westen an das Weinanbaugebiet Dolenjska.

## Klima und Geologie
Das Klima ist kontinental mit pannonischen Einflüssen. Die Winter sind kalt, während die Sommer warm und in den letzten Jahren zunehmend heiß sind. Die Weinberge erstrecken sich in Höhenlagen zwischen 200 und 400 m. Der Boden ist abwechslungsreich, wobei Mergel und Kalkstein vorherrschen, die mit sandigem, mit Lehm vermischtem Boden bedeckt sind.

## Weine
Neben den lokalen Spezialitäten Roter und Weißer Bizeljčan haben Blaufränkisch, Pinot Noir, Welschriesling zunehmend an Bedeutung gewonnen. Schaumweine haben eine lange Tradition. Neben Chardonnay und Pinot Noir existieren lokale Spezialitäten Rumeni-Plavec und Blauer Kölner (Žametovka) in Sektform.

## Bizeljsko-Sremič-Weinstraße
Die Bizeljsko-Sremič-Weinstraße führt durch die drei Gemeinden Brežice, Krško und Sevnica.

## Repnica
Zu den Besonderheiten der Region gehören die Repnica genannten Erdhöhlen (von slowenisch Repa = Rübe, Plural Repnice). Dabei handelt es sich um in den Sand gegrabene Vorratskeller (ursprünglich unter anderem für Rüben) mit gleichbleibend niedriger Temperatur. Die ältesten Rübenhöhlen sind über 200 Jahre alt und werden heute als Lagerräume für Wein und als Verkostungsräume genutzt.